# 2013年索尼網球公開賽
2013年索尼網球公開賽于2013年3月18日至3月31日在美國邁阿密舉行，又稱2013年邁阿密大師賽，為第29屆賽事，在ATP為大師系列賽之一，在WTA為一級錦標賽，這是一項男女合辦的賽事，舉辦於克蘭登公園網球中心。

## 冠軍

### 男子單打
安迪·穆雷 擊敗  大衛·費雷爾（2–6、6–4、7–61）
- 這是穆雷今年第2座冠軍與生涯第26座冠軍。

### 女子單打
塞雷娜·威廉姆斯 擊敗  瑪麗亞·莎拉波娃（4–6、6–3、6–0）
- 這是小威廉斯今年第2座冠軍與生涯第48座冠軍。

### 男子雙打
阿薩姆-烏爾-哈克·奎雷西 /  讓-儒利安·路查 擊敗  馬利尤斯·費騰柏格 /  馬辛·麥考斯基（6–4、6–1）

### 女子雙打
娜迪亞·佩特洛娃 /  卡塔琳娜·斯雷博特尼克 擊敗  麗莎·雷蒙德  /  勞拉·羅布森（6–1、7–62）

## 外部連結
- 官方網址